# Améscoa Baja
Améscoa Baja – gmina w Hiszpanii, w Nawarze, o powierzchni 30,2 km². W 2011 roku gmina liczyła 791 mieszkańców.